# Dorico (logiciel)
Pour les articles homonymes, voir Dorico.
Dorico est un logiciel d'édition de partitions musicales produit par la société Steinberg.
Avec Finale et Sibelius, c'est un des trois principaux logiciels professionnels permettant de réaliser des partitions.

## Historique
L'équipe de développement de Dorico provient pour la plupart des développeurs de la société qui avait développé le logiciel concurrent Sibelius. Quand les développeurs de Sibelius ont été débauchés après une restructuration en 2012 par la société mère Avid, une grande partie de l'équipe a été embauchée par Steinberg pour créer un nouveau logiciel,,,,. Leur objectif était de créer un logiciel de nouvelle génération. Dorico est sorti quatre ans plus tard, en 2016.
Le nom de l'application est choisi en l'honneur de l'imprimeur italien du XVIe siècle Valerio Dorico (vers 1500 – 1565), qui a imprimé les premières partitions de musique sacrée de Giovanni Pierluigi da Palestrina et Giovanni Animuccia, et qui a été un précurseur dans l'utilisation du processus d'impression, développé en Angleterre et en France,.
La version pour iPad est sortie le 28 juillet 2021, proposant la plupart des fonctionnalités de l'application pour ordinateur. C'est la première application d'édition de partition professionnelle disponible sur tablette, bien que Sibelius propose aussi une version mobile,,.

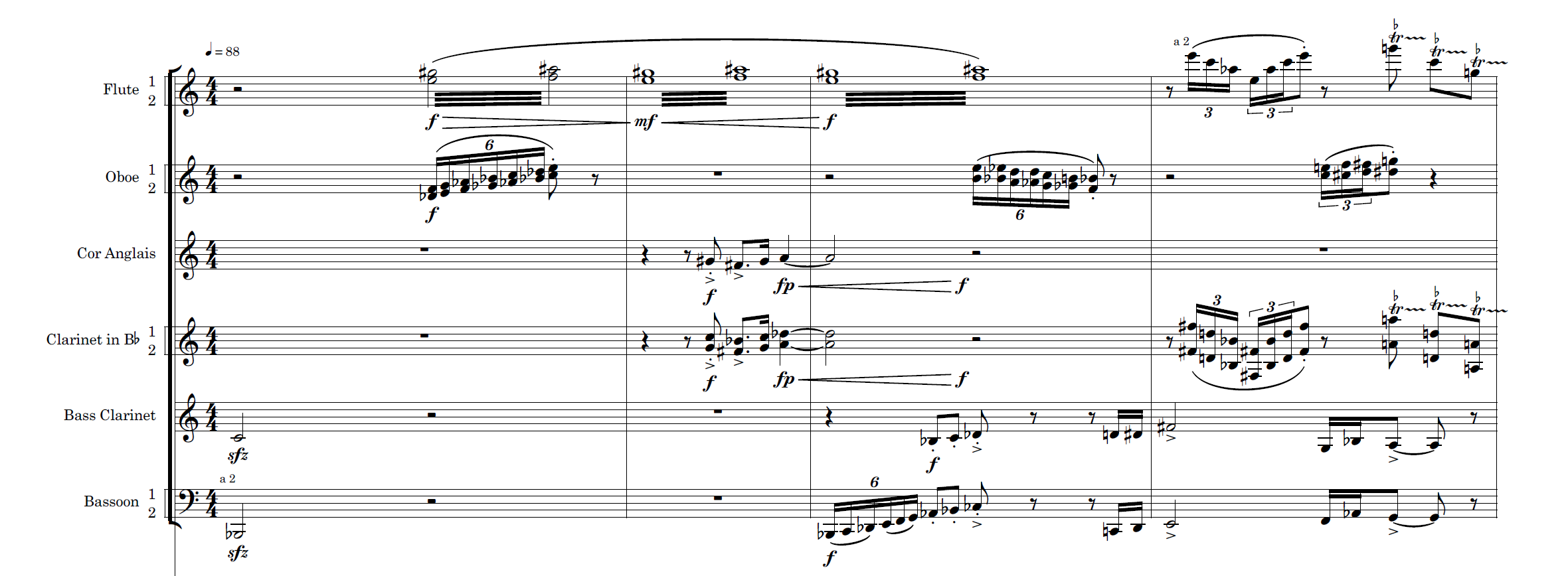
Exemple de partition d'orchestre générée par Dorico, montrant la fusion automatique de plusieurs parties sur la même portée.

La version 4 est sortie en 2022, la version 5 en2023 La version 6 est parue avril 2025.